# Osamu Hirose
Osamu Hirose (født 6. juni 1965) er en tidligere japansk fodboldspiller.
Han har spillet for flere forskellige klubber i sin karriere, herunder Urawa Reds.